# الهوسا-الفولاني

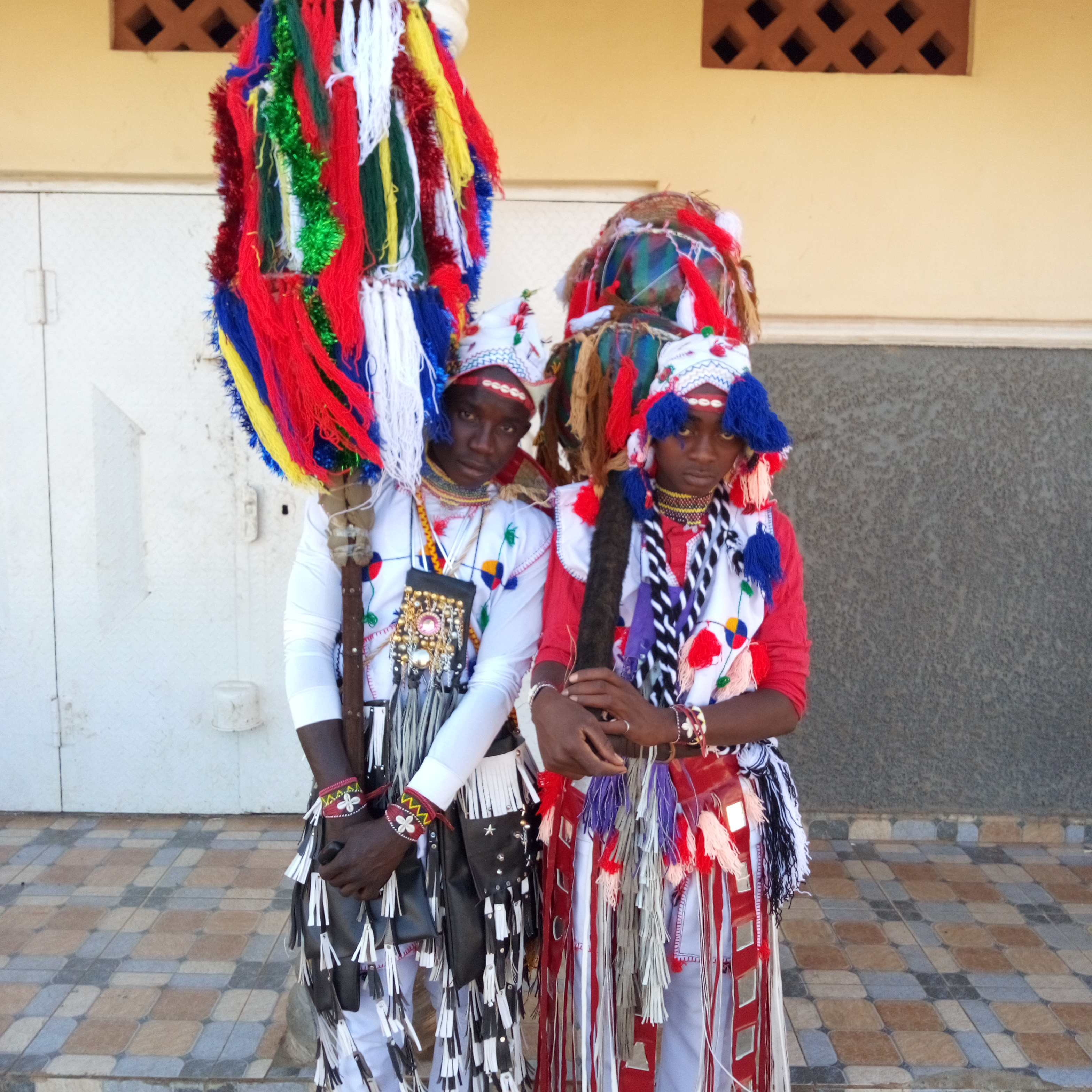
حفل الهوسا فولاني عيد مبارك

يشار إلى الجزء الناطق بلغة الهوسا من شعب الفولبي (ويسمى أيضًا الفولاني أو الفولاني أو الفلاه) في السودان باسم الهوسا-الفولاني .
ينتمي إليها حوالي 500 ألف شخص. مصطلح الفولاني هو المصطلح المستخدم في العالم الناطق باللغة الإنجليزية، وهو مشتق من اللغة الهوسية (لغة التجارة في غرب أفريقيا). أعضاء هذه المجموعة العرقية يطلقون على أنفسهم اسم الفولاني. في العالم الناطق بالفرنسية، يُطلق على الفولاني أيضًا اسم "بيول". وفي السودان، تطلق الأغلبية العربية اسم الفولاني فلاه .
سكان هذه المجموعة العرقية هم في الغالب من البدو. لم يعد الهوسا الفولاني يتحدثون لغتهم الأصلية، الفولفولدي ، بل يتحدثون الهوسا بدلاً من ذلك.
ظهرت قبيلة الهوسا الفولاني في نهاية القرن التاسع عشر. هاجر من نيجيريا في القرن التاسع عشر عندما أخضع البريطانيون سلطنة سوكوتو الفولانية .
رائدة تعليم المرأة المسلمة نانا أسماء (1793–1864) تنحدر من شعب الهوسا الفولاني.
في حين أن بعض الفولاني يدعي أصول سامية، فإن الهوسا هم السكان الأصليون في غرب أفريقيا. وهذا يشير إلى أن عمليات "الهوسايشن" في منطقة غرب السودان ربما كانت ثقافية وجينية على حد سواء.[3] ظهرت هوية الهوسا الفولاني إلى الوجود كنتيجة مباشرة لهجرة شعب الفولاني إلى الهوسالاند في القرن الرابع عشر تقريبًا واستيعابهم الثقافي في مجتمع الهوسا. في بداية القرن التاسع عشر، قاد الشيخ عثمان دان فوديو جهادًا ناجحًا ضد ممالك الهوسا وأسس إمبراطورية فولاني مركزية (تُعرف باسم خلافة سوكوتو). بعد الجهاد، شجع دان فوديو التزاوج بين المهاجرين الفولاني ودول الهوسا المحتلة والسكان المحليين بشكل رئيسي من شعوب الهوسا الأخرى؛ بالإضافة إلى ذلك، هاجرت عشائر جوباوا ودامبازاوا وسولوباوا الفولاني التي نشأت في فوتا تورو إلى المنطقة وتزاوجت مع النخبة الحضرية المحلية بشكل رئيسي من الهوسا، وكانت عاملاً رئيسياً في الاختلاط اللغوي والثقافي والعرقي بين شعب الهوسا والفولاني. نتيجة لهذا الاستيعاب، يشكل الهوسا الفولاني النواة والأغلبية العظمى من سكان الدورة وزمفارا وكانو وكاتسينا وزازاو وسوكوتو.